# La città e i cani
La città e i cani (titolo orig. La ciudad y los perros) è il primo romanzo dello scrittore peruviano Mario Vargas Llosa, pubblicato nell'ottobre 1963. Vincitore del Premio Biblioteca Breve nel 1962 e, appena uscito, del Premio de la Crítica Española nel 1963, la sua importanza e influenza fu enorme, dischiudendo un ciclo di modernità nella narrativa latinoamericana. Assieme ad altri autori dell'America Latina, diede inizio a quella corrente letteraria chiamata boom latinoamericano. Originariamente, l'autore pensò di titolare il romanzo "La morada del héroe" e poi "Los impostores". Un gruppo ristretto di amici, tra cui il critico José Miguel Oviedo, a cui aveva dato in lettura il testo, suggerì come titolo La ciudad y las nieblas, per alludere alla nebbia che copre sempre la zona dove è situato il collegio militare al centro dell'opera. Siccome neanche questa scelta convinceva Vargas Llosa, Oviedo propose un altro titolo alternativo La ciudad y los perros, un'allusione ai "perros", ossia i cadetti del terzo anno, personaggi del romanzo. «Questo è il titolo!», esclamò entusiasta Vargas Llosa, battezzando così il suo primo romanzo.
Al suo apparire, il romanzo suscitò immediate proteste: sentendosi diffamati, gli ufficiali e i cadetti del Collegio Militare Leoncio Prado bruciarono copie del libro, accusando Vargas Llosa di averli calunniati.

## Trama
Ambientato nella comunità di cadetti della scuola militare di Lima - il rigidissimo Colegio Militar Leoncio Prado alla quale il padre di Vargas Llosa, che osteggiava la sua passione per la scrittura, affidò il figlio - il romanzo autobiografico descrive una dura esperienza di vita, intesa come metafora della violenza contemporanea. Accanto al racconto principale si intrecciano, con un uso davvero sperimentale per l'epoca, flashback riguardanti il passato dei principali personaggi.

## Adattamenti

### Trasposizione cinematografica
- La ciudad y los perros, regista peruviano Francisco J. Lombardi.[1]

## Edizioni italiane
- La città e i cani, traduzione di Enrico Cicogna, Collana I Narratori n.118, Milano, Feltrinelli, novembre 1967,  p. 426. - Collana UEF n.736, Feltrinelli, 1976.
- La città e i cani, traduzione di E. Cicogna, Collezione Scala stranieri, Milano, Rizzoli, 1985,  p. 435, ISBN 978-88-17-67881-0.
- La città e i cani, traduzione di E. Cicogna, Collana ET Scrittori n.498, Torino, Einaudi, 1998,  p. 398, ISBN 978-88-061-8768-2.